# 雨の日のアイリス
『雨の日のアイリス』（あめのひのあいりす）は、松山剛による日本のライトノベル。イラストはヒラサトが担当している。電撃文庫（アスキー・メディアワークス）より2011年5月に刊行された。「みんなで選ぶベストラノベ2011」では感想部門で1位を獲得している。第1回ラノベ好き書店員大賞にて3位を獲得している。『このライトノベルがすごい！』作品部門では2012年版で9位を獲得している。

## ストーリー
アイリス・レイン・アンヴレラは、ロボット工学の第一人者ウェンディ・フォウ・アンヴレラが生み出した家政婦ロボット。アイリスはアンヴレラ博士の家で家政婦として働き、博士と一緒に幸せな日々を過ごしていた。
ところが、ある日突然アイリスに悲劇が訪れる。これまでの幸せな日々とは一転して、過酷な運命に身を置くことになった。そこでアイリスは、ある二人のロボットと出会う。理不尽な現実の中、アイリスたちロボットは「生きる」意味を見出していく。

## 登場人物
アイリス・レイン・アンヴレラ
アンヴレラ家の家政婦ロボット。
ウェンディ・フォウ・アンヴレラ
アイリスの主人。ロボット工学の第一人者，
リリス・サンライト
解体工事現場で働く労働用ロボット。
ボルコフ・ガロッシュ
解体工事現場で働く元軍事用ロボット。
ラルフ・シエル
ウェンディの助手。
ライトニング・オー・ミリバール
リリスの友達。

## 既刊一覧
- 松山剛（著）・ヒラサト（イラスト） 『雨の日のアイリス』 アスキー・メディアワークス〈電撃文庫〉、2011年5月10日発売[6]、ISBN 978-4-04-870530-1